# Retratos de El Fayum
Los retratos de El Fayum o retratos de momias de El Fayum (la mayoría de los retratos de este tipo se han encontrado en esa región de Egipto), o simplemente retratos de momias, son términos modernos que se refieren a un tipo de retrato naturalista pintado sobre tablas de diferentes tipos de maderas o sobre telas, que cubren el rostro de muchas momias de la provincia romana de Egipto. Pertenecen a la tradición de pintura en tabla, una de las formas de arte más respetadas en el mundo clásico. De hecho, los retratos de El Fayum son el único gran conjunto de arte de esa tradición, con alrededor de mil ejemplares, que ha perdurado y que fue continuada en las tradiciones bizantina y occidental en el mundo posclásico, incluyendo la tradicional local de iconografía copta en Egipto.

## Características
Los retratos de momia han sido encontrados a lo largo de todo Egipto, pero son más comunes en la región de Fayum, y en particular es famosa la necrópolis de Hawara, por ello el nombre; aunque los "retratos de El Fayum" son considerados más como descripción estilística que geográfica. Si bien los casos de pinturas de momias datan de la época faraónica, los retratos de momias de El Fayum fueron una innovación fechada en los tiempos de la ocupación romana de Egipto. Datan del período romano y, aunque la datación es controvertida, abarcan de mediados del siglo I a. C. hasta el siglo IV.

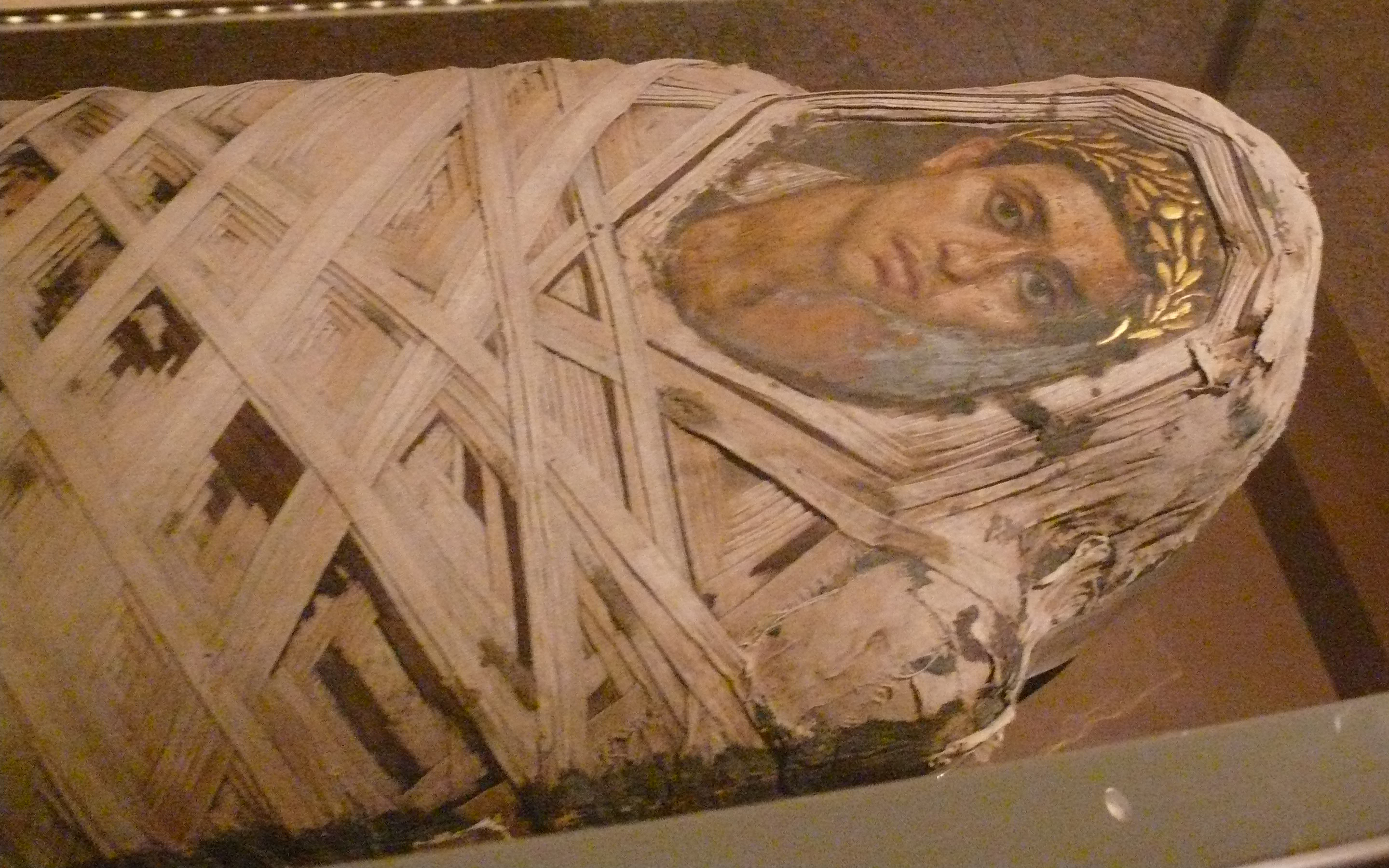
Retrato situado sobre el rostro del difunto.

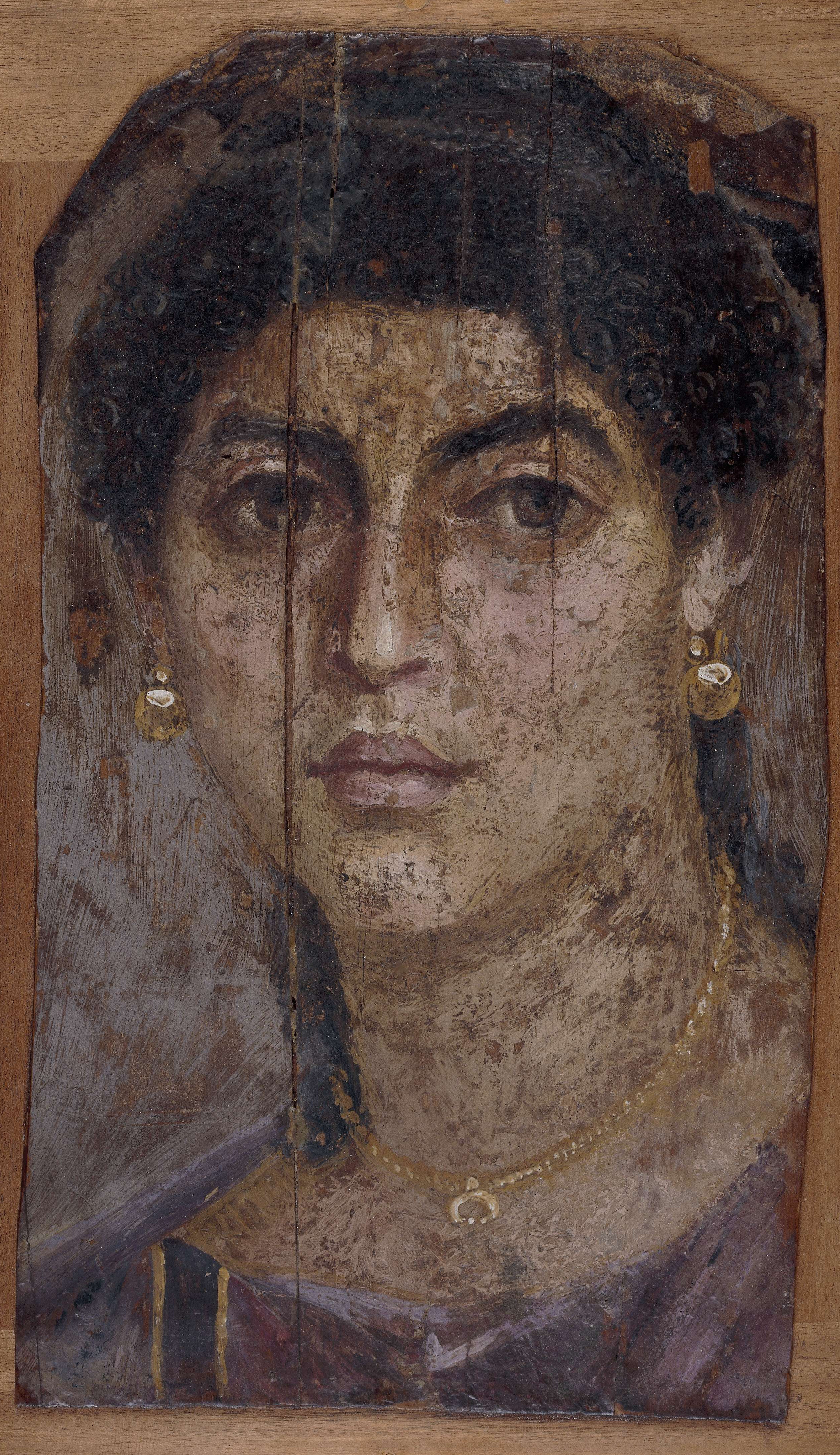
Retrato frontal con mirada ausente.

La mayoría de los retratos se encontraron, y se conservan, separados de su emplazamiento original que, como demuestran los ejemplos existentes, era justo encima de los rostros de los individuos que se momificaban para su enterramiento, sujetos entre las bandas de tela (o cartonaje) que envolvían los cuerpos. Casi todos han sido actualmente separados de las momias. Normalmente, representan a una sola persona, mostrando el rostro o la cabeza y el torso superior, vista frontalmente.
En términos de tradición artística, la imagen deriva claramente más de las tradiciones greco-romanas que de las egipcias. La población de la zona de El Fayum creció por la gran afluencia de inmigrantes griegos durante el período helenístico, inicialmente por soldados veteranos que se asentaron en la zona. Se pueden distinguir dos grupos de retratos de acuerdo a la técnica: uno de pintura encáustica (con cera); otro en pintura al temple, siendo la última normalmente la de mayor calidad.
En la actualidad, se conocen alrededor de 900 retratos de momias. La mayor parte de ellos fueron encontrados en las necrópolis de El Fayum. Debido al clima cálido y seco de Egipto, las pinturas suelen estar bien preservadas e incluso, a menudo, conservan sus colores brillantes.
Representan un lugar de encuentro entre la pintura griega, la pintura y el arte realista romanos y la religión del Antiguo Egipto. Por las creencias consolidadas de los egipcios en el tránsito al más allá, era necesario que sus retratos fuesen lo más reales posibles con la finalidad de ser fehacientemente reconocidos después de la muerte. Dan la sensación de ser imágenes en tránsito, su importancia reside en la mirada ausente y ojos marcadamente agrandados, que aunque no es frontal del todo, sugiere e intenta expresar una vida interior, como si estuviesen al mismo tiempo aquí y allí.